# Сукачове (заказник)
Сукачо́ве — гідрологічний заказник місцевого значення в Україні. Об'єкт природно-заповідного фонду Житомирської області. 
Розташованийний на території Коростенського району Житомирської області, на захід від села Розівка. 
Площа 214 га. Статус надано згідно з рішенням облвиконкому від 21.01.1982 року № 26 та рішенням 26-ї сесії Житомирської облради від 08.09.2010 року. Перебуває у віданні ДП «Коростенське ЛМГ» (Ушомирське л-во, кв. 69, вид. 19, 21, 22). 
Статус надано для збереження низинного мохово-сфагнового болота з осоковими і злаковими угрупуваннями. Місце зростання цінних та рідкісних рослин: глуха кропива плямиста, гравілат річковий, півники сибірські тощо. 